# Cratere Kadi
Kadi è un cratere sulla superficie di Ganimede.